# Toyota Corona Coupé
Das Corona Coupé ist ein von 1985 bis 1989 gebauter Pkw des japanischen Automobilherstellers Toyota, der auf Basis des Schwestermodells Toyota Celica entwickelt wurde. Die Markteinführung des zweitürigen frontgetriebenen Corona Coupé fand am 8. Januar 1985 statt. Das neue Modell stand bereits vornherein mit einer kleinen Auswahl an Interior- und von Motoren zur Wahl.
Folgende Motorisierungen standen zur Wahl:
- 4A-GELU mit 1600 cm³ Hubraum und einer Leistung von 120 PS
- 1S-iLU mit 1800 cm³ Hubraum und einer Leistung von 105 PS
- 3S-GELU mit 1800 cm³ Hubraum und einer Leistung von 160 PS

Mit der Zeit wurden dann noch weitere Motoren in die Auswahl dazugenommen, so folgte im August 1987 der 3S-FELU mit und 2000 cm³ Hubraum. Im Mai 1988 kam statt der 1S-iLU der überarbeitete 4S-FiLU dazu. Beide hatten einen Hubraum von 1800 cm³. Im April 1989 kam der Corona Coupé 2000VX Ausstattungsvariant dazu. Die Produktion des Corona Coupés wurde im September 1989 eingestellt. Dieser wurde durch den Corona EXiV abgelöst. Die Produktionsstraße wurde dann auf den Toyota Corsa umgerüstet, welcher sich zu jener Zeit vermehrter Anfrage erfreute.